# Бороцветни
Бороцветните (Pinales) са разред растения, включващи всички съществуващи видове от отдел Иглолистни (Pinophyta). В миналото тисовете са разглеждани като самостоятелен разред, но според съвременните генетични изследвания те са монофилетични с останалите иглолистни.

## Семейства
- Араукариеви (Araucariaceae)
- Cephalotaxaceae
- Кипарисови (Cupressaceae)
- Борови (Pinaceae)
- Podocarpaceae
- Sciadopityaceae
- Тисови (Taxaceae)